# Palazzo presidenziale di Cartagine
Il Palazzo presidenziale di Cartagine, ufficialmente Palazzo della Repubblica (in arabo قصر الجمهورية), è la sede ufficiale e la residenza del presidente della Tunisia. Il palazzo è ubicato a Cartagine, nelle vicinanze dell'omonimo sito archeologico, a 15 km nord-est di Tunisi.

## Storia
Già nel XIX secolo l'area ospitò una residenza di Mustapha Khaznadar, primo ministro del Beilicato di Tunisi dal 1855 al 1873. Dopo la seconda guerra mondiale, nell'ambito del Protettorato francese in Tunisia, il palazzo ospitava la residenza ufficiale del segretario generale del governo tunisino, funzionario francese incaricato di supervisionare il governo del Bey di Tunisi.
Dopo la conquista dell'indipendenza nel 1956, il primo presidente tunisino Habib Bourguiba ordinò la costruzione di un palazzo fondato sulle sue ambizioni e sul suo desiderato culto della personalità. Il palazzo fu costruito dall'architetto franco-tunisino Olivier Clément Cacoub, in tre riprese distribuite dal 1960 al 1969, secondo una architettura arabo-andalusa. Il complesso del palazzo si estende su una superficie totale che va dai 38 ai 40 ettari.
Durante la presidenza di Bourguiba, il palazzo servì come sua residenza e luogo di lavoro. La sua famiglia visse nel palazzo fino al colpo di Stato di Zine El-Abidine Ben Ali, avvenuto il 7 novembre del 1987. Ben Ali si rifiutò di usare l'ufficio del suo predecessore e si propose di sviluppare una residenza presidenziale completamente nuova.
Il 15 gennaio 2011, ad un solo giorno di distanza dalla fuga di Ben Ali dal Paese, durante la rivoluzione, l'esercito tunisino martellò il palazzo perché ospitava i membri della sicurezza presidenziale rimasta fedele al presidente deposto.
Fouad Mebazaâ, successore di Ben Ali come presidente della Repubblica supplente,, decise di occupare gli uffici del palazzo di Cartagine annunciando la sua intenzione di stabilirsi lì conformemente alle sue funzioni.
Poco dopo la sua elezione da parte dell'Assemblea costituente, Moncef Marzouki annunciò la sua intenzione di lavorare e di soggiornare nel palazzo stesso. Decise di insediarsi nello stesso ufficio di Bourguiba, decorandolo coi ritratti di Mohamed Bouazizi, Farhat Hached, Mohamed Daghbaji, Salah Ben Youssef,  oltre che dello stesso Bourguiba.

## Architettura
Il complesso del palazzo è diviso in quattro parti: il palazzo stesso, composto da un corpo centrale e uno per gli alloggiamenti, un'ala per la sicurezza presidenziale e altri due edifici con funzione di uffici per vari enti.
All'interno del complesso è presente anche la residenza dell'ambasciatore svizzero, edificio messo a disposizione da Bourghiba dopo il tentato di colpo di stato del 1962 e un sito archeologico denominato "Fonte delle mille anfore".
Le camere del palazzo prendono il nome dalle più importanti figure tunisine che hanno giocato un ruolo decisivo nella storia del paese, come: Habib Bourguiba, Abdelaziz Thâalbi e Abu l-Qasim al-Shabbi.
I ricevimenti ufficiali si svolgono nel salone degli ambasciatori, le delegazioni sostano nella Sala Azzurra, dove si trova un modello della moschea del Profeta di Medina, regalato dal re dell'Arabia Saudita Fahd a Ben Ali.